# Cophoscincopus simulans
Cophoscincopus simulans là một loài thằn lằn trong họ Scincidae. Loài này được Vaillant mô tả khoa học đầu tiên năm 1884.